# 遲發性運動不能
遲發性運動不能（英語：Tardive dyskinesia），是為一種重複的非自願性身體行動失調。包含面目猙獰、吐舌頭或咂嘴唇等，另外可能還有舞蹈症或手足徐動症，約有兩成患者會逐漸喪失機能。
遲發性運動不能好發於長期使用抗精神病藥（甲氧氯普胺）患者，此藥物通常用於治療精神疾患，但也可能用於治療腸胃道或神經方面。往往在用藥幾個月或幾年之後才發病。基於有症狀並輔以排除其他潛在成因後，才會做出確診。
預防方法為不使用神經性藥物，或僅使用盡可能低劑量的神經性藥物；治療方式為在許可情況下，停用抗精神性藥或改用氯氮平，使用缬苯那嗪、丁苯那嗪或肉毒桿菌毒素或許有助於緩和症狀。有些患者藉由藥物治療而症狀得以緩解，但並非對全部患者有效。
使用非典型的抗精神病藥者中約有兩成發病，而使用其他典型抗精神病藥者中則佔了三成，年長的用藥者風險也較高，遲發性運動不能的英語原文「tardive dyskinesia」首次面世於1964年。

## 症状
迟发性运动障碍的特征是重复的、不自主的运动。这些类型的不自主运动的一些例子包括：
- 做鬼脸；
- 舌头运动
- 咂嘴
- 皱起嘴唇
- 舔嘴唇
- 过度眨眼
- 也可能发生四肢、躯干和手指的快速、不自主的运动[7]。

在某些情况下，患者的腿可能会受到严重影响，以至于行走变得困难或不可能 。这些症状与被诊断患有帕金森病的人相反。患有帕金森病的人难以移动，而患有迟发性运动障碍的人则难以不动。
迟发性运动障碍经常被误诊为精神疾病而不是神经系统疾病，因此，医生往往会开具抗精神病药物，这增加了患者发展为严重致残病例的可能性，并缩短了患者的典型生存期。